# Gondrin
Gondrin är en kommun i departementet Gers i regionen Occitanien i sydvästra Frankrike. Kommunen ligger i kantonen Montréal som tillhör arrondissementet Condom. År 2022 hade Gondrin 1 179 invånare.

## Befolkningsutveckling
Antalet invånare i kommunen Gondrin
Referens:INSEE